# Cochin (Staat)

Brief der Cochin-Post (1892)

Cochin (Malayalam കൊച്ചി Kocci [ˈkotʃi]  oder പെരുമ്പടപ്പ് Perumpaṭappu) war ein Fürstenstaat Britisch-Indiens an der Malabarküste im heutigen Bundesstaat Kerala.

## Geschichte
Das Hindu-Reich bestand schon im Mittelalter. 1405 wurde die Hafenstadt Cochin (Kochi) Hauptstadt.
Cochin war ab 1503 portugiesisches, 1663 niederländisches und 1795/1809–1947 britisches Protektorat (siehe Geschichte Indiens). Die Rajas wurden 1921 zu Maharajas erhoben; ihr voller Titel lautete Maharaja Gangadhara Koviladhi Karikal Sri. Am 1. Juli 1949 bildete Cochin mit Travancore die Föderation Travancore-Cochin und vollzog den Anschluss an Indien. Am 1. November 1956 wurden die Fürstentümer aufgehoben und der Staat mit dem Distrikt Malabar des Staates Madras zum neuen Bundesstaat Kerala zusammengeschlossen.
Cochin hatte 1941 eine Fläche von 3833 km² und 1,4 Millionen Einwohner. Das Fürstentum hatte seit 1892 eine Staatspost mit eigenen Briefmarken.